# Saison 4 de Star Trek: Discovery
 (mai 2022).
Si vous disposez d'ouvrages ou d'articles de référence ou si vous connaissez des sites web de qualité traitant du thème abordé ici, merci de compléter l'article en donnant les références utiles à sa vérifiabilité et en les liant à la section « Notes et références ».
Chronologie
Saison 3 Saison 5
Cet article présente les épisodes de la quatrième saison de la série télévisée américaine Star Trek: Discovery.

## Synopsis
Cinq mois après avoir résolu le mystère du « Brasier » — désastre qui avait provoqué son effondrement 120 ans auparavant — et vaincu la Chaîne d'Émeraude — la superpuissance criminelle dirigée par la Ministre Osyraa née des suites du Brasier —, la Fédération des planètes unies s'est tournée vers l'avenir et a entamé sa reconstruction sous l'égide de la Présidente Laira Rillak. Mais une mission de sauvetage découvre une inexplicable anomalie gravitationnelle qui se révèle être une menace existentielle pour la Fédération quand elle s'amplifie au point d'anéantir toute une planète et sa population entière...

## Distribution

### Acteurs principaux
- Sonequa Martin-Green (VF : Olivia Luccioni) : Capitaine Michael Burnham, commandant du Discovery
- Doug Jones (VF : Jean-Pol Brissart) : Capitaine Saru, commandant en second du Discovery
- Anthony Rapp (VF : Vincent Ropion) : Lieutenant-Commandeur Paul Stamets, ingénieur en chef du Discovery
- Mary Wiseman (VF : Edwige Lemoine) : Lieutenant Sylvia Tilly, ingénieure du Discovery
- Wilson Cruz (VF : Jérôme Berthoud) : Dr Hugh Culber, médecin de bord du Discovery, et compagnon de Stamets.
- David Ajala (en) : Cleveland « Book » Booker V
- Blu del Barrio (en) (VF : Clara Soares) : Enseigne Adira Tal

### Acteurs récurrents
- Emily Coutts (en) (VF : Maëlle Genet) : Lieutenant-Commandeur Keyla Detmer, timonier de l'USS Discovery
- Patrick Kwok-Choon (en) : Lieutenant-Commandeur Gen Rhys, officier tactique de l'USS Discovery
- Sara Mitich (VF : Sophie Baranes) : Lieutenant-Commandeur Nilsson, officier de la propulsion sporique de l'USS Discovery
- Oyin Oladejo : Lieutenant-Commandeur Joann Owosekun, officier des opérations de l'USS Discovery
- Ronnie Rowe Jr. (en) : Lieutenant-Commandeur Ronald Altman Bryce, officier des communications de l'USS Discovery
- Tig Notaro (VF : Véronique Augereau) : Commandeur Jett Reno, ingénieur du Discovery
- Oded Fehr : Amiral de la Flotte Charles Vance, Commandant en Chef de Starfleet
- Chelah Horsdal : Présidente Laira Rillak, dirigeante de la Fédération des Planètes Unies
- Tara Rosling : Présidente T'Rina, dirigeante de Ni'Var
- Shawn Doyle (VF : Philippe Valmont) : Dr Ruon Tarka, expert scientifique de la Fédération
- Phumzile Sitole : Générale Diatta Ndoye, représentante de la Terre Unie
- Julianne Grossman : Zora, intelligence artificielle de l’USS Discovery (voix)

### Invités
- Ian Alexander : Gray Tal
- David Cronenberg : Dr Kovich, expert en intelligence artificielle de Starfleet
- Giovanni Spina : Doyen Sta'Kiar, recteur de l'Institut des Sciences de Ni'Var
- Vanessa Jackson : Lieutenant Audrey Willa, cheffe de la sécurité du QG de Starfleet

## Liste des épisodes
1. Kobayashi Maru
2. Anomalie
3. Choisissez de vivre
4. Tout est possible
5. Les Exemples
6. Tourmente
7. …pour se connecter
8. Le tout pour le tout
9. Rubicon
10. Barrière galactique
11. Pierre de Rosette
12. L'Espèce Dix-C
13. Retour au bercail

### Épisode 1:Kobayashi Maru
- États-Unis : 18 novembre 2021 sur Paramount+
- France : 19 novembre 2021 sur Pluto TV

- Oded Fehr (Amiral de la Flotte Charles Vance)
- Chelah Horsdal (Présidente Laira Rillak)
- Vanessa Jackson (Lieutenant Audrey Willa)
- Rodrigo Fernandez-Stol (Commandeur Nalas)
- Ian Alexander (Gray Tal)
- Alex McCooeye (Empereur Lee'U)

- Le titre de l'épisode est le nom du test le plus célèbre de l'Académie de Starfleet, le Kobayashi Maru, auquel la présidente Rillak fait référence lors d'une discussion avec Burnham.
- Le nom des chantiers navals est celui du Capitaine Jonathan Archer, commandant de l’Enterprise NX-01 dans la série Star Trek: Enterprise.

### Épisode 2:L'Anomalie
- États-Unis : 25 novembre 2021 sur Paramount+
- France : 26 novembre 2021 sur Pluto TV

- Oded Fehr (Amiral de la Flotte Charles Vance)
- Chelah Horsdal (Présidente Laira Rillak)
- Tara Rosling (Présidente T'Rina)
- Ian Alexander (Gray Tal)

### Épisode 3:Choisissez de vivre
- États-Unis : 2 décembre 2021 sur Paramount+
- France : 3 décembre 2021 sur Pluto TV

- Oded Fehr (Amiral de la Flotte Charles Vance)
- Chelah Horsdal (Présidente Laira Rillak)
- Sonja Sohn (Gabrielle Burnham)
- Ayesha Mansur Gonsalves (J'Vini)
- Tara Rosling (Présidente T'Rina)
- Giovanni Spina (Doyen Sta'Kiar)
- Ian Alexander (Gray Tal)
- Andreas Apergis (Gardien Xi)
- Khalil Abdul-Malik (Commandeur Patrick Fickett)

### Épisode 4:Tout est possible
- États-Unis : 9 décembre 2021 sur Paramount+
- France : 10 décembre 2021 sur Pluto TV

- Chelah Horsdal (Présidente Laira Rillak)
- Tara Rosling (Présidente T'Rina)
- David Cronenberg (Dr Kovich)
- Ian Alexander (Gray Tal)
- Nck Name (Lieutenant Callum)
- Amanda Arcuri (Cadet Val Sasha)
- Seamus Patterson (Cadet Harral)
- Adrian Walters (Cadet Taahz Gorev)

### Épisode 5:Les Exemples
- États-Unis : 16 décembre 2021 sur Paramount+
- France : 17 décembre 2021 sur Pluto TV

- Oded Fehr (Amiral de la Flotte Charles Vance)
- Tig Notaro (Commandeur Jett Reno)
- Shawn Doyle (Dr Ruon Tarka)
- David Cronenberg (Dr Kovich)
- Michael Greyeyes (Félix)
- Sarah Booth (Luda)
- Jonathan Goad (Magistrat de Radvek V)

### Épisode 6:Tourmente
- États-Unis : 23 décembre 2021 sur Paramount+
- France : 24 décembre 2021 sur Pluto TV

- Ian Alexander (Gray Tal)
- Rothaford Gray (Tareckx)
- Raven Dauda (Dr Tracy Pollard)
- Ivan Lopez (Enseigne Cortez)

### Épisode 7:…pour se connecter
- États-Unis : 30 décembre 2021 sur Paramount+
- France : 31 décembre 2021 sur Pluto TV

- Chelah Horsdal (Présidente Laira Rillak)
- Tara Rosling (Présidente T'Rina)
- Shawn Doyle (Dr Ruon Tarka)
- David Cronenberg (Dr Kovich)
- Phumzile Sitole (Générale Diatta Ndoye)
- Ian Alexander (Gray Tal)
- Giovanni Spina (Doyen Sta'Kiar)
- Alex McCooeye (Empereur Lee'U)
- Andreas Apergis (Gardien Xi)

### Épisode 8:Le Tout pour le tout
- États-Unis : 10 février 2022 sur Paramount+
- France : 11 février 2022 sur Pluto TV

- Chelah Horsdal (Présidente Laira Rillak)
- Oded Fehr (Amiral de la Flotte Charles Vance)
- Shawn Doyle (Dr Ruon Tarka)
- Daniel Kash (Haz Mazaro)

### Épisode 9:Rubicon
- États-Unis : 17 février 2022 sur Paramount+
- France : 18 février 2022 sur Pluto TV

- Oded Fehr (Amiral de la Flotte Charles Vance)
- Rachael Ancheril (Commandeur Nahn)
- Shawn Doyle (Dr Ruon Tarka)
- Tara Rosling (Présidente T'Rina)

### Épisode 10:Barrière galactique
- États-Unis : 24 février 2022 sur Paramount+
- France : 25 février 2022 sur Pluto TV

- Chelah Horsdal (Présidente Laira Rillak)
- Oded Fehr (Amiral de la Flotte Charles Vance)
- Shawn Doyle (Dr Ruon Tarka)
- David Cronenberg (Dr Kovich)
- Tara Rosling (Présidente T'Rina)
- Phumzile Sitole (Générale Diatta Ndoye)
- Hiro Kanagawa (Dr Hirai)
- Osric Chau (Dr Oros)

### Épisode 11:Pierre de Rosette
- États-Unis : 3 mars 2022 sur Paramount+
- France : 4 mars 2022 sur Pluto TV

- Shawn Doyle (Dr Ruon Tarka)
- Chelah Horsdal (Présidente Laira Rillak)
- Tara Rosling (Présidente T'Rina)
- Phumzile Sitole (Générale Diatta Ndoye)
- Hiro Kanagawa (Dr Hirai)
- Tig Notaro (Commandeur Jett Reno)

### Épisode 12:L'Espèce Dix-C
- États-Unis : 10 mars 2022 sur Paramount+
- France : 11 mars 2022 sur Pluto TV

- Shawn Doyle (Dr Ruon Tarka)
- Chelah Horsdal (Présidente Laira Rillak)
- Tara Rosling (Présidente T'Rina)
- Phumzile Sitole (Générale Diatta Ndoye)
- Hiro Kanagawa (Dr Hirai)
- Tig Notaro (Commandeur Jett Reno)

### Épisode 13:Retour au bercail
- États-Unis : 17 mars 2022 sur Paramount+
- France : 18 mars 2022 sur Pluto TV

- Shawn Doyle (Dr Ruon Tarka)
- Chelah Horsdal (Présidente Laira Rillak)
- Oded Fehr (Amiral de la Flotte Charles Vance)
- Tara Rosling (Présidente T'Rina)
- Phumzile Sitole (Générale Diatta Ndoye)
- Hiro Kanagawa (Dr Hirai)
- Tig Notaro (Commandeur Jett Reno)
- Amanda Arcuri (Cadet Val Sasha)
- Seamus Patterson (Cadet Harral)
- Adrian Walters (Cadet Taahz Gorev)
- Stacey Abrams (Présidente de la Terre Unie)